# Johnny Dunn
Johnny Dunn (* 19. Februar 1897 in Memphis, Tennessee; † 20. August 1937 in Paris) war ein US-amerikanischer Trompeter und Bandleader des Dixieland Jazz. 
Johnny Dunn arbeitete von 1916 bis 1920 mit W. C. Handy und wurde dann Mitglied von Mamie Smiths Jazz Hounds. Mit einer zweiten Ausgabe der Jazz Hounds unter seiner Leitung begleitete er die Sängerin Edith Wilson, später auch bei Aufnahmen für Columbia („Mammy, I'm Thinking of You“). 1919 kam er nach New York, in den 1920er Jahren arbeitete er mit Perry Bradford, Will Vodery, mit dem er nach Europa ging und 1926 in Paris mit Noble Sissle auftrat. In London nahm er 1923 und 1926 mit dem C.B. Cochran's Plantation Orchestra auf; 1928 entstanden Aufnahmen für Columbia mit Jelly Roll Morton. Ende der 1920er Jahre formierte er eine eigene Band, die Original Jazz Hounds, mit der er in den Niederlanden, Dänemark und Belgien gastierte. Im Alter von nur 40 Jahren starb er im Amerikanischen Krankenhaus von Paris.
Nach Cook und Morton war sein Stil – ähnlich wie der von Freddie Keppard – hart und laut. Die von ihm erhaltenen Aufnahmen zeigen ihn als technisch sicheren, den Dämpfer im Joe-Oliver-Stil meisterhaft nutzenden Instrumentalisten. Jabbo Smith bezeichnete ihn als wichtigen Einfluss auf sein eigenes Spiel. 

## Diskographische Hinweise
- Cornet Blues (Frog, 1921–28) mit Garvin Bushell, Jelly Roll Morton, James P. Johnson, Fats Waller